# Тети Луча-Силвањо (Кунео)
Тети Луча-Силвањо је насеље у Италији у округу Кунео, региону Пијемонт.
Према процени из 2011. у насељу је живело 21 становника. Насеље се налази на надморској висини од 571 м.